# Elia Zenghelis
 Elia Zenghelis (Athene, 1937 – ) is een Grieks architect. Hij is een van de oprichters van het Office for Metropolitan Architecture (OMA).
Zenghelis studeerde aan de Architectural Association School of Architecture in Londen, waar hij in 1961 het diploma behaalde. In 1975 richt hij tezamen met Rem Koolhaas, Madelon Vriesendorp en Zoe Zenghelis in Londen het Office for Metropolitan Architecture (OMA) op. Van 1980 tot 1985 werkte hij voor OMA-Rotterdam en in 1982 werd hij verantwoordelijk voor OMA-Athene.
Samen met Rem Koolhaas en Mathias Sauerbruch ontwierp hij in 1989 het Haus am Checkpoint Charlie in Berlijn. In 1985 werd hij partner in Gigantes Zenghelis Architects in Athene en Londen. Dit bureau ontwierp in 1998 het Ashikita House of Youth in Kumamoto.
Als architectuurdocent ontving hij in 2000 de Annie Spink Award for Excellence in Education van het Royal Institute of British Architects (RIBA).
- Gemeinsame Normdatei: 1046376667
- International Standard Name Identifier: 0000 0000 7106 0968
- Library of Congress Control Number: no95055088
- Nederlandse Thesaurus van Auteursnamen: 39546191X
- RKD-Nederlands Instituut voor Kunstgeschiedenis: 267373
- SNAC: w6b008vf
- Système universitaire de documentation: 144733218
- Union List of Artist Names: 500112396
- Virtual International Authority File: 96525598
- WorldCat: E39PBJgt6jHFkTRwCGMHrqcpT3